# Battaglia di Navarino
La battaglia di Navarino fu combattuta nelle acque del porto del Peloponneso il 20 ottobre 1827, nel quadro della guerra d'indipendenza greca. Le flotte alleate inglesi, francesi e russe distrussero la flotta ottomana di Ibrāhīm Pascià, inviata in aiuto alle forze egiziane impegnate nella repressione ottomana. La battaglia fu l'ultimo scontro navale della storia in cui le imbarcazioni coinvolte erano tutte a vela.

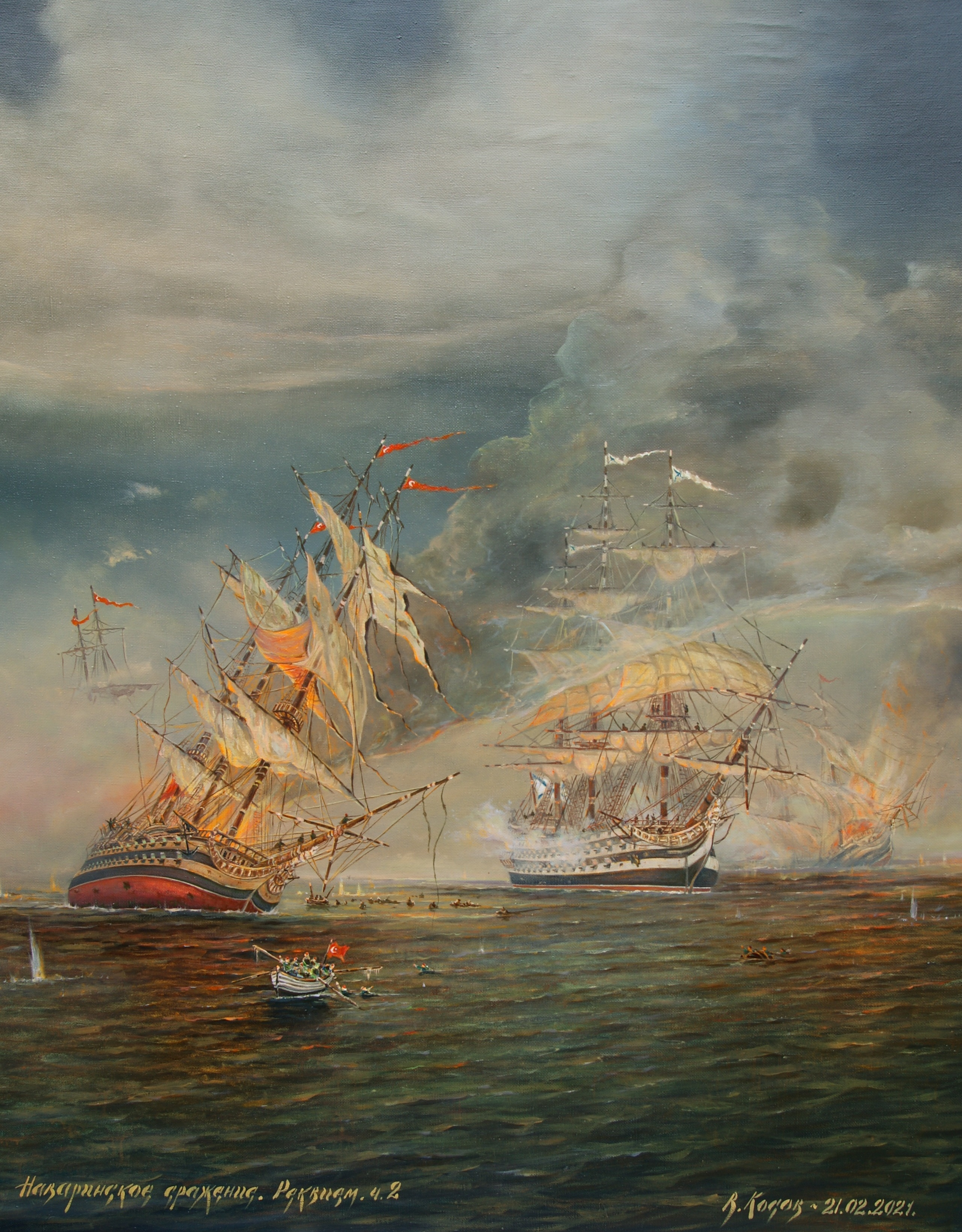
Battaglia di Navarino. Vladimir Kosov

## Storia
Gli eccidi compiuti dagli ottomani nel corso della guerra d'indipendenza greca avevano scosso l'opinione pubblica europea; peraltro solo la Russia avrebbe tratto immediato vantaggio da un indebolimento dell'Impero ottomano. Dopo lunghe manovre diplomatiche, le tre potenze occidentali avevano concordato l'invio di forze navali, sostanzialmente per interporsi e dissuadere gli ottomani ed i loro alleati egiziani dal compiere ulteriori rappresaglie.
Le istruzioni agli Ammiragli (le regole d'ingaggio, come verrebbero chiamate oggi) non prevedevano azioni offensive contro gli ottomani e gli egiziani, ma, in risposta a colpi di moschetto partiti da una lancia turca contro una lancia britannica, Codrington ordinò di aprire il fuoco e lo scontro divenne una battaglia generalizzata. Dopo tre ore di combattimento, tutte le navi egiziane e turche all'ancora nel porto furono affondate e, con esse, pressoché annientato il potenziale della flotta ottomana.
Codrington venne sconfessato dal governo britannico, che non avrebbe gradito, al di là della simpatia dell'opinione pubblica per gli insorti ellenici, un indebolimento dell'Impero ottomano. Navarino è forse la sola vittoria che la Royal Navy non suole celebrare. L'ammiraglio francese de Rigny, invece, acquisì popolarità in patria e, sotto Luigi Filippo, divenne Ministro della Marina.